# Имати и немати (роман)
Имати и немати (енгл. To Have and Have Not) је роман америчког аутора Ернеста Хемингвеја. Роман је писан спорадично у периоду од 1935. до 1937. године, да би се први тираж објавио 15. октобра 1937. године са око 10.000 примака у издању издавачке куће Charles Scribner's Sons.

## Филмске прераде
Издата су три филма која чија је основа роман Имати и немати, али им је измењена радња или где се одвија радња. Први је Имати и немати из 1944. године, други је The Breaking Point из 1950 године и трећи филм је The Gun Runners из 1958. године.